# Sommereux
Sommereux – miejscowość i gmina we Francji, w regionie Hauts-de-France, w departamencie Oise.
Według danych na rok 1990 gminę zamieszkiwały 322 osoby, a gęstość zaludnienia wynosiła 25 osób/km² (wśród 2293 gmin Pikardii Sommereux plasuje się na 678. miejscu pod względem liczby ludności, natomiast pod względem powierzchni na miejscu 278.).